# Santiago Santamaría
Santiago Santamaría (San Nicolás de los Arroyos, 22 de agosto de 1952-Laborde, 27 de julio de 2013) fue un futbolista y entrenador argentino. Se desempeñó como delantero, y su primer equipo fue Newell's Old Boys, donde debutó en 1971. Es el tercer goleador histórico de dicho club, con un total de 90 goles.

## Biografía
Apodado "Cucurucho", Santiago Santamaría nació en 1952 en la ciudad de San Nicolás. Desde niño asombró por la velocidad de sus piernas. En esos tiempos de la infancia maravilló en los campeonatos infantiles.

### Newell's Old Boys
Los dirigentes de Newell's Old Boys lo vieron y lo contrataron. Santamaría ingresaba así al club del Parque Independencia, a la par de futuras figuras como Alfredo Obberti, Mario Zanabria y Juan Carlos Montes, entre otros.
Por ese entonces ya sería bautizado con su apodo "Cucurucho" a manos de Mario Zanabria, debido a que era flaquito y de boca grande.
Debutó en la Primera división argentina el 22 de agosto de 1971, a la edad de 19 años, enfrentando a Racing Club.
Unos años después, Alberto Armando ofreció por Santamaría una fortuna en efectivo más la cesión de cinco futbolistas. "Cucurucho" dijo que no a la tentadora propuesta de Boca Juniors, aludiendo que de Newell's Old Boys solo se iría si se daba alguna transferencia internacional.
En el año 1974, Santamaría se coronaría campeón de AFA por primera oportunidad: el 2 de junio de ese año enfrentando a su clásico rival en condición de visitante, y luego de remontar un 2:0 en contra con aquel recordado zurdazo de Mario Zanabria que decretó el empate final. Este sería también el primer título nacional de AFA de Newell's Old Boys.

### Su paso por Francia
A fines de 1974, Santamaría se fue de Newell's Old Boys para incursionar en el fútbol de Francia, junto a dos destacados futbolistas: Carlos Bianchi y Osvaldo Piazza.
Su desembarco sería en el Stade de Reims, club en el cual permanecería hasta el año 1979, y en donde disputaría 148 encuentros, convirtiendo 41 goles.
Los simpatizantes de aquel club lo recuerdan por ser el autor del gol definitorio en la final de la Copa de Francia de 1977, enfrentando al AS Saint-Étienne.
A principios de 1979, el "Toto" Lorenzo lo visitó para ofrecerle nuevamente que se incorporara al Boca Juniors bicampeón de América y flamante ganador de la Copa Intercontinental. Pero, reiterando su postura de algunos años atrás, Santamaría declinó el ofrecimiento.
Al poco tiempo retornaría a Newell's Old Boys.

### Regreso a Argentina
En el año 1980 Santamaría retornaba a Newell's Old Boys. En 1983 jugó en Colombia para Atlético Junior de la ciudad de Barranquilla. En el año 1984 llegó a Córdoba para jugar en Talleres. Pero “Cucurucho” no estaba bien físicamente y sólo pudo jugar tres partidos. Por casualidad, debutó con la camiseta número “11” albiazul ante su ex club Newell’s, con una gran actuación de la “T”, que se impuso 4-1..
A lo largo de su carrera totalizó 291 encuentros con la casaca rojinegra, siendo el 8.º futbolista leproso que más veces lo hizo en forma oficial. Convirtió también 90 goles, ubicándose en tercer lugar dentro de los máximos artilleros rojinegros (detrás de Maxi Rodríguez con 93 y Víctor Ramos, con 104).
Es el máximo goleador leproso en los clásicos por torneos nacionales de AFA, con 9 tantos. Entre 1980 y 1982 tuvo una racha destacada al convertir siete goles en 14 encuentros (los dos restantes los había convertido en 1974).
Es además líder leproso en materia de clásicos disputados, con 31 encuentros.
Santiago Cucurucho llegó al Junior de Barranquilla para el segundo semestre de 1983 por recomendación de Jorge Solari, técnico del equipo rojiblanco.

### Últimos años
Luego de su retiro se radicó en la localidad de Laborde, en donde se estuvo desempeñando como entrenador en distintos clubes de la Liga Regional de fútbol Dr. Adrián Beccar Varela, como el Cultural Recreativo, club del cual se tornó hincha, Guillermo Renny de Wenceslao Escalante, Atlético de Pascanas, entre otros. Falleció de un paro cardíaco el sábado 27 de julio de 2013 en Laborde, a los 60 años.

## Selección Argentina
Santamaría disputó 11 encuentros con la camiseta del Selección Argentina, entre los años 1980 y 1982.
En el año 1982 fue seleccionado para disputar el Mundial de España, siendo parte de los encuentros frente a El Salvador y Brasil.

### Participaciones en Copas del Mundo
| Mundial                        | Sede   | Resultado     |
| ------------------------------ | ------ | ------------- |
| Copa Mundial de Fútbol de 1982 | España | Segunda ronda |

## Clubes
| Club                | País      | Año       |
| ------------------- | --------- | --------- |
| Newell's Old Boys   | Argentina | 1970-1974 |
| Stade de Reims      | Francia   | 1974-1979 |
| A. S. Saint-Étienne | Francia   | 1979-1980 |
| Newell's Old Boys   | Argentina | 1980-1982 |
| Junior              | Colombia  | 1983      |
| Newell's Old Boys   | Argentina | 1984      |
| Talleres de Córdoba | Argentina | 1984      |

## Palmarés

### Campeonatos nacionales
| Título           | Club              | País      | Año    |
| ---------------- | ----------------- | --------- | ------ |
| Primera División | Newell's Old Boys | Argentina | M-1974 |

### Copas internacionales
| Título            | Club           | País    | Año  |
| ----------------- | -------------- | ------- | ---- |
| Copa de los Alpes | Stade de Reims | Francia | 1977 |